# Aleksandr Koltjak
Aleksandr Vasilijevitj Koltjak (ryska: Александр Васильевич Колчак), född 16 november 1874 i Sankt Petersburg, död (arkebuserad) 7 februari 1920 i Irkutsk, var en rysk marinbefälhavare och därefter antibolsjevikisk ledare. Han var under delar av ryska inbördeskriget antikommunistisk statschef och den viktigaste ledaren för den vita armén.

## Biografi

### Före revolutionen
Koltjak deltog som ung officer i flera polarexpeditioner, utmärkte sig under rysk-japanska kriget särskilt vid försvaret av Port Arthur och var 1905-12 chef för marinstabens organisationsavdelning. Vid första världskrigets utbrott var Koltjak kommendör och fartygschef vid Östersjöflottan men blev sommaren 1916 chef för Svartahavsflottan.

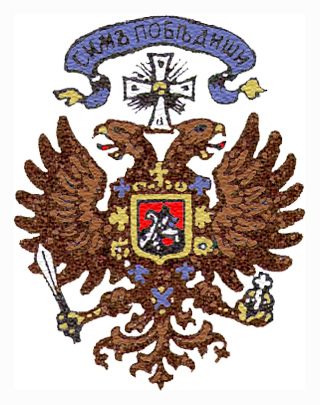
Den provisoriska allryska regeringens riksvapen.

### De vita styrkorna
Vid revolutionen 1917 entledigades han från befälet och vistades en tid i Amerika. Han återvände dock till Sibirien, där han som krigs- och sjöminister inträdde i den antiboljevikiska regeringen baserad i Omsk, den Provisoriska allryska regeringen.
I november 1918 utsågs han av militärkonservativa partiet till riksföreståndare, och hans styrkor startade i mars 1919 en offensiv över Ural mot mellersta Volga.

### Reträtten och slutet
I april tvangs styrkor vika för övermakten, varefter myteri utbröt bland hans trupper och frontlinjen förflyttades till öster om Uralbergen.
Under resten av året stod striden i mycket kring kontrollen av transsibiriska järnvägen, där olika pansartåg kom till användning. Den vita sidan hade även problem med de allt större kommunistiska partisanstyrkorna och den tjeckoslovakiska legionens allt svagare lojalitet (den tågburna legionen utövade viss kontroll över transsibiriska järnvägen). 4 januari 1920 avsade sig Koltjak riksförståndareskapet och tog sin tillflykt till trakten öster om Bajkalsjön. Han arresterades dock slutligen, återsändes till Irkutsk och utlämnades till bolsjevikerna, vilka 6 februari samma år avrättade honom.